# Las 24 horas de las Malvinas
Las 24 horas de las Malvinas fue un programa emitido en 1982 durante 24 horas para recaudar fondos para los hombres que fueron a luchar a la Guerra de las Malvinas. Sin embargo, aunque no puede establecerse con claridad el destino de lo recaudado, queda claro por las declaraciones de sus protagonistas que nunca llegó a destino.
El programa fue conducido durante todo un día por la periodista Lidia Satragno más conocida como "Pinky", y el locutor Jorge "Cacho" Fontana. Pinky Satragno y Cacho Fontana eran dos figuras emblemáticas de la televisión argentina de la época. Convocados por el gobierno de facto, Fontana imploró a Satragno que lo acompañe a pesar de su enfermedad:

—Pinky, me tenés que ayudar. Me piden que transmita un programa durante 24 horas para levantarle el alma a la sociedad.

–¿No ves cómo estoy? No tengo fuerzas

–Si vos no me acompañas yo solo no puedo, te necesito a mi lado

A pesar de padecer de una enfermedad que afectaba casi toda la piel de su cuerpo, Satragno estaba en duda si participar de la programación y fue impulsada por sus hijos a hacerlo. Tres días antes del mismo, fueron suspendidos sus medicamentos y se instaló una sala de cuidados en la vecindad del estudio de televisión. Luciendo ropas que cubrieran su piel, llevó a cabo el programa de 24 horas.
El programa, producido por ATC, exaltaba el espíritu patriótico de la audiencia. La nueva tecnología de transmisión a color fue adoptada por la estación y fue aprovechada para la transmisión de las 24 horas de las Malvinas.
Juntó a decenas de actores que donaron objetos personales, y se recibieron donaciones que sirvieron para recaudar fondos destinados a los hombres que habían ido a luchar a las Islas Malvinas. Tiempo después de haber finalizado la transición, cuando terminó el raconto de lo donado, se habían sumado 767.483 millones de pesos ley.
Entre las figuras que participaron de éste se encuentran Liliana López Foresi, Arturo Puig, Cristina Alberó, Andrea del Boca, Susana Giménez, Diego Maradona, Daniel Passarella, Mariano Mores, Mirtha Legrand, Libertad Lamarque, Norma Aleandro, Haydée Padilla, Jorge Porcel, Santiago Gómez Cou, Pierina Dealessi y Ricardo Darín, entre otros. 
Tal como lo detalla en su trabajo Mirta Varela: 

Toda la puesta en escena pertenece al armado de un gran espectáculo que da cuenta de la especificidad de la televisión como aparato para la producción de hechos, productora de realidad, que permite la construcción de un programa excepcional para los tiempos excepcionales que corren. Un programa que interrumpe la grilla televisiva para transmitir en vivo 24 horas seguidas. El formato se asemeja a los programas ómnibus caracterizados por su larga duración, que protagonizaban la pantalla de los fines de semana durante las décadas del 60' y 70'. Como describe Nielsen (2006: 30), "Los Sábados Circulares", con Nicolás "Pipo" Mancera, "La feria de la alegría" con Guillermo Brizuela Méndez, y "Feliz domingo" conducido por Orlando Marconi, fueron los referentes de estos ciclos que combinaban la presencia de recitales, shows de música en vivo y juegos destinados a la participación de la audiencia. La tribuna con el público presente en el estudio y los distintos escenarios dispuestos para las presentaciones de los artistas en el especial Las 24 hs de Las Malvinas se asemejan a ese tipo de género televisivo.
Mirta Varela. Docente e Investigadora Independiente del CONICET, 2 de noviembre de 14.

El jugador de fútbol Diego Maradona donó un cheque por $ 100 000 000 de la época (US$ 7,117), que fuera entregado por su apoderado Jorge Cyterszpiler. Además, se recaudaron joyas, tapados, etc. Al final del programa, se entregó un cómputo de $22.874.769.000 Pesos Ley equivalentes a (US$ 1,628,097), que — integrados al llamado Fondo Patriótico Malvinas Argentinas que se había creado por decreto N°759 — la mayoría de la prensa y del público opina que gran parte de éstos nunca llegaron a destino.
En declaraciones periodísticas en 2005, el vicecomodoro Juan Carlos Rogani, a cargo de la gestión de las donaciones para la guerra, reconoció que objetos que fueron consideradon «sin valor comercial», en su mayoría aquellos que eran muestras de afecto de la gente para con los soldados que combatían en la guerra, fueron descartados. Afirmó:

Se decidió que los objetos sin valor comercial fueran a la basura. Las cartas, los cuadritos, las bufandas no eran vitales, tendrían Prioridad Número 100. Despachar un Hércules para llevar esas cositas no valia la pena, no justificaba el costo de la operación.

## Imágenes

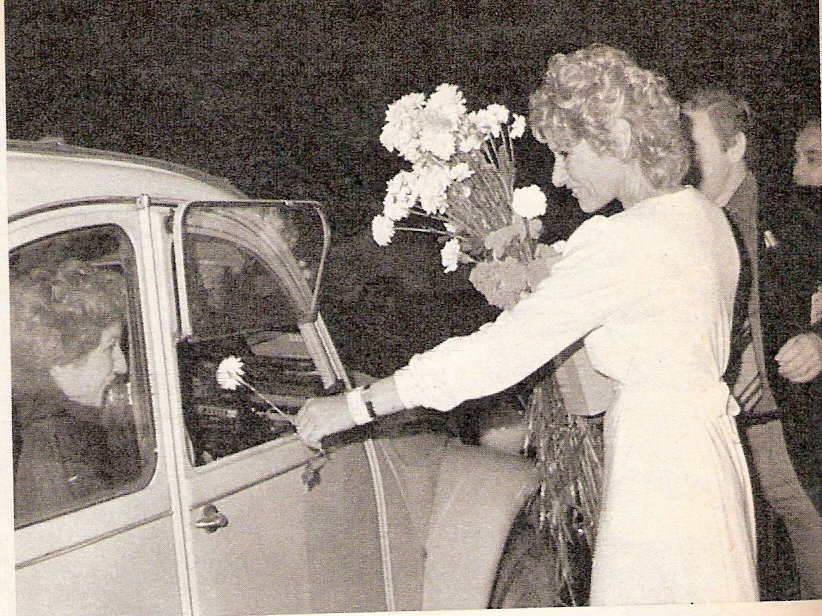
Haydée Padilla entregando flores para recaudar fondos.
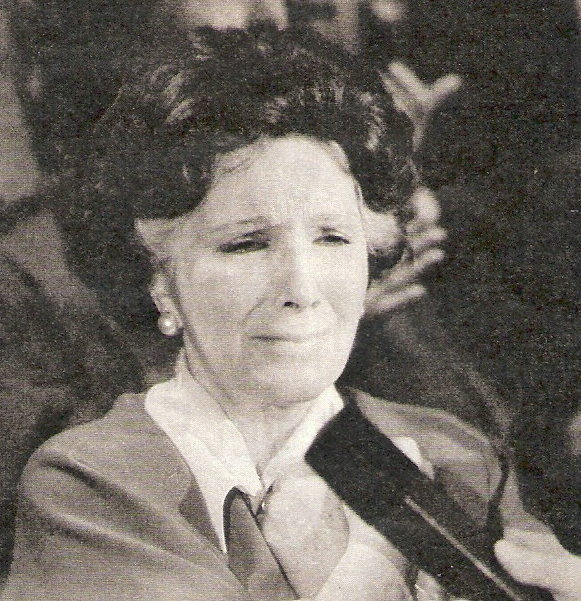
Libertad Lamarque.

## Emisión internacional
Antes de la transmisión, las embajadas argentinas de países que apoyaron la postura argentina en la guerra ofrecieron cobertura a canales de televisión locales. Se realizó una cobertura en conexión con ATC de Buenos Aires:[cita requerida]
- Bolivia: Canal 7 TVB.
- Brasil: TV Record.
- Ecuador: Telecuatro.
- Guyana: National Communications Network.
- México: Canal Once.
- Nicaragua: Sistema Nacional de Televisión.
- Perú: Panamericana Televisión.
- Uruguay: SODRE TV Canal 5.
- Venezuela: Radio Caracas Televisión.